# Maarouf al-Dawalibi
Maarouf al-Dawalibi (en árabe: معروف الدواليبي‎), (Alepo, Siria otomana, 29 de marzo de 1909 - Riad, Arabia Saudita, 15 de enero de 2004) fue un político sirio que ocupó el cargo de primer ministro en dos períodos no consecutivos: 1951 y de 1961 a 1962. En ambas ocasiones, su mandato fue interrumpido por un golpe militar.

## Biografía

### Primer gobierno (1951)

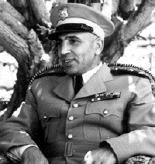
Adib Shishakli impuso su dominio militar en la política siria hasta 1954.

Maarouf al-Dawalibi emergió como jefe de gobierno luego de una crisis de gabinete en noviembre de 1951; esta crisis fue precipitada por la renuncia del primer ministro Hassan al-Hakim, que resultó en un vacío de gobierno en Siria. El presidente Hashim al-Atassi encargó a Maarouf al-Dawalibi la formación de un nuevo gobierno y éste asumió el cargo de primer ministro el 28 de noviembre.
En un esfuerzo contra la intervención militar en el gobierno, al-Dawalibi retuvo para sí el ministerio de Defensa, rechazando nombrar al coronel Fawzi Selu para el puesto. La tradición de nombrar a Selu como ministro de Defensa fue una exigencia impuesta por el coronel Adib Shishakli tras su golpe de Estado de diciembre de 1949, que fue seguida por todos los gobiernos posteriores al golpe. La asunción del ministerio de Defensa por parte de al-Dawalibi fue pronto cuestionada por el coronel Selu, quien llevó su queja a Adib Shishakli. El mismo día en que se formó el gobierno, se celebró una reunión entre Shishakli, al-Dawalibi y el presidente Hashim al-Atassi, en la que Shishakli exigió la disolución del gobierno y la formación de uno nuevo alineado con los intereses del ejército. Al-Dawalibi y Atassi se negaron a cumplir sus exigencias.
El gabinete de al-Dawalibi tuvo una corta duración; se mantuvo en el poder apenas 12 horas tras su formación, antes de ser derrocado por una intervención del coronel Shishakli el 29 de noviembre. El golpe de Estado de Shishakli resultó en la detención del primer ministro al-Dawalibi y todos sus ministros, ambos recluidos en la prisión de Mezzeh. Tras intentos fallidos de asegurar su renuncia, al-Dawalibi finalmente la presentó el 1 de diciembre. El presidente Hashim al-Atassi confió entonces a Hamid al-Khouja, un político independiente, la tarea de formar de un nuevo gabinete. Sin embargo, la creciente oposición impidió la formación del gabinete, lo que llevó a Atassi a presentar su renuncia el 2 de diciembre para evitar un estancamiento político.
El 3 de diciembre, Shishakli delegó las funciones de primer ministro y presidente al coronel Fawzi Selu. De hecho, Selu actuó como una simples figura decorativa, mientras Shishakli establecía su dictadura militar. Al-Dawalibi fue puesto en libertad en 1952. Posteriormente fue sometido a un breve arresto en 1953 debido a sus críticas al gobierno, tras lo cual abandonó el país y se exilió en Irak. Al-Dawalibi regresó a Siria tras el golpe de Estado de 1954, que condujo al derrocamiento del régimen de Shishakli. La presidencia volvió a ser ocupada por Hashim al-Atassi, quien prometió completar su mandato constitucional. El presidente Atassi decidió restablecer la normalidad política previa al golpe de Estado de 1951, y al-Dawalibi tuvo que presentar nuevamente su dimisión conforme a los procedimientos constitucionales. Maarouf al-Dawalibi fue incorporado como ministro de Defensa al gabinete del primer ministro Sabri al-Asali, que duró del 1 de marzo al 19 de junio de 1954. En este cargo, luchó para reducir la influencia del ejército en el gobierno y abogó por una ley que prohibía la participación de militares en partidos políticos.

### Segundo gobierno (1961-1962)
Tras la secesión de Siria de su unión con Egipto en 1961, el presidente Nazim al-Kudsi encargó a al-Dawalibi la formación de un gobierno. Maarouf al-Dawalibi asumió como primer ministro el 22 de diciembre, al frente de un gabinete de 16 ministros. Además de dirigir el gabinete, al-Dawalibi ocupó simultáneamente la cartera de ministro de Relaciones Exteriores.
En enero de 1962, Maarouf al-Dawalibi ofreció la mediación del gobierno sirio en el conflicto Irak-Kuwait, desencadenado por la reclamación de soberanía iraquí sobre el territorio tras la independencia de Kuwait en 1961. El presidente iraquí Abdul Karim Qasim ignoró la propuesta.
El 28 de marzo de 1962, un intento de golpe de Estado liderado por Abdul Karim al-Nahlawi culminó con el arresto del primer ministro Maarouf al-Dawalibi y del presidente Nazim al-Kudsi. Pocos días después, un grupo de oficiales legalistas protagonizó un contragolpe de Estado el 1 de abril. Esto resultó en la liberación de los dos líderes y su restitución en sus cargos, aunque al-Dawalibi se vio obligado a presentar su renuncia para evitar mayores conflictos con los militares.

### Exilio y muerte
La carrera política de al-Dawalibi terminó con el golpe baazista de 1963. Las nuevas autoridades sirias, integradas por oficiales de ideología baazista y nasserista, lanzaron una campaña para arrestar a políticos vinculados al movimiento anti-Nasser en Siria. El Consejo de Comando Revolucionario ordenó la detención de Maarouf al-Dawalibi y Nazim al-Kudsi por el "delito de secesión". El Dr. al-Dawalibi fue trasladado a la prisión de Mezzeh, donde permaneció hasta mediados de 1964, cuando se vio obligado a abandonar el país. El primer destino de exilio de al-Dawalibi fue el Líbano y, tras un breve período en Beirut, se estableció definitivamente en Arabia Saudita. En 1965 fue convocado por el rey Fáisal de Arabia Saudita para servir como asesor político en la corte real saudí. Durante los reinados posteriores de los monarcas Jálid y Fahd, al-Dawalibi continuó ejerciendo sus funciones de asesor, permaneciendo en ellas hasta su muerte. Maarouf al-Dawalibi murió el 15 de enero de 2004 en Riad. Desde 2004 sus restos están sepultados en el cementerio de Al-Baquí en Medina.

## Familia
Maarouf al-Dawalibi estuvo casado con Umm Muhammad, una mujer francesa que se convirtió al islam después de casarse con él. Su hijo, Nofal al-Dawalibi, fue un miembro de la oposición siria a Bashar al-Assad.